# Cynanchum ampanihense
Cynanchum ampanihense är en oleanderväxtart som beskrevs av Jumelle och Perrier. Cynanchum ampanihense ingår i släktet Cynanchum och familjen oleanderväxter. Inga underarter finns listade i Catalogue of Life.